# فائدة (المعاني)
الفائدة من المفيد في اللغة وهي ما يترتب عن الفعل والزيادة تحصل للإنسان من علم ومال، وفائدة الخبر عند أصحاب المعاني الحكم الذي يقصد بالخبر إفادته ولازم فائدة الخبر هو كون المخبر عالما بالحكم وإنما سمي الأول فائدة الخبر لكونه مستفادا ومقصودا منه بوضعه له فهو مستحق باسم الفائدة بخلاف الثاني فإن وضع الخبر ليس لذلك بل هو لازم للأول غير منفك عنه لكنه ليس بلازم مساو بل لازم أعم.

## الفائدة والعلم
اختلف في أن فائدة الخبر ولازمها إما معلومان أو علمان أو فائدة الخبر علم ولازمها معلوم فذهب السكاكي إلى الأول حيث يفهم من كلامه في المفتاح أنهما معلومان لكن اللزوم باعتبار علم السامع فعلى هذا فائدة الخبر هي الحكم ولازمها كون المخبر عالما به ومعنى اللزوم أنه كلما علم السامع الحكم علم كونه عالما به من غير عكس كلي كما في قولك حفظت القرآن لحافظه. وذهب العلامة الرازي في شرح المفتاح إلى الثاني لأنه لما وجد اللزوم بينهما باعتبار العلم جعلهما علمين واعتبر اللزوم بين العلمين باعتبار التحقق وأما الثالث فإنه يفهم من قول المحقق التفتازاني رحمه الله في المطول ويمكن أن يقال إن لازم فائدة الخبر الخ وقال السيد السند الشريف وأما عكس هذا أي عكس الثالث فلا صحة له أصلا لأن تحقق الحكم في نفسه لا يستلزم الخبر فضلا عن أن يستلزم علم المخاطب من الخبر نفسه كون المتكلم عالما بالحكم. ولك أن تتكلف في تصحيحه أي تصحيح عكس الثالث اعتبار اللزوم بين العلم بالفائدة ونفس لازمها لكنه تعسف جدا اهـ. ولك أن تتكلف بأن تقول إن بين فائدة الخبر التي هي معلوم ولازمها الذي هو علم ملازمة باعتبار العلم بالفائدة ونفس اللازم كما جعل صاحب المفتاح الفائدة ولازمها معلومين والملازمة بينهما باعتبار العلم.